# ターミンジカ
ターミンジカ（Panolia eldii）は、哺乳綱偶蹄目シカ科に分類されるシカ。別名エルドジカ。

## 分布
インド北東部、カンボジア、タイ、中華人民共和国南東部、ベトナム、ミャンマー、ラオス

## 形態
体長150-170cm。尾長2-5cm。肩高114-130cm。体重95-150kg。眼の周囲や耳介の外縁、下顎は白い体毛で被われる。
蹄（主蹄）は長く、蹴爪（側蹄）も発達し主蹄と蹴爪の間が硬い。長い主蹄や主蹄と蹴爪の間が硬い部分により接地面が大きくなり、ぬかるんだ場所でも足をとられずに移動する事ができる。後肢の踵には臭腺（中足腺）がある。
夏季は背面が赤褐色、腹面が淡褐色の体毛で被われる。冬季には背面が暗褐色、腹面が白い体毛で被われる。幼獣は白い斑点が入る。
オスには前方に湾曲した弓状の角がある。角の長さは最大99cm。第1枝は左右へ湾曲し、第2枝は角幹のやや後方で分枝する。またオスの頸部には鬣状に体毛が伸長する。

## 分類
長らくRucervus（ヌマジカ属）の所属とされてきたが、分子系統によって、ヌマジカよりもシフゾウに近縁なことが判明し、角の構造もヌマジカとは異なることから、独立したPanoliaに移すことが提案された。
3亜種に分かれるとされる。2011年には亜種をそれぞれ独立種（P. eldii・P. thamin・P. siamensis）とする説も提唱されている。
Panolia eldii eldii マニプルターミンジカ
インド（マニプル州）

## 生態
湿原などに生息する。オスは単独、メスは群れを形成し生活する。泥浴びを好み、気温の高い日には森林へ移動する。
食性は植物食で、主に草を食べるが木の葉、果実なども食べる。
繁殖形態は胎生。2-5月に交尾を行う。1回に1頭の幼獣を産む。授乳期間は42週間。オスは生後1年6か月-2年で性成熟する。

## 人間との関係
開発による生息地の破壊、角目的の乱獲などにより生息数は減少している。基亜種は1950年代に絶滅したと考えられていたが、1975年に再発見された。